# Theo Zwierski
Theo Zwierski (* 21. Dezember 1911 in Berlin; † 30. Januar 1989 in Ober-Olm) war ein deutscher Filmarchitekt und Szenenbildner beim Fernsehen.

## Leben und Wirken
Zwierski ließ sich Ende der 20er Jahre an der Kunstakademie in Berlin theoretisch ausbilden und durchlief eine praktische Unterweisung zum Theatermaler und Bühnenbildner. Ab 1930 wirkte er vier Jahre lang als Bühnenbildner an den Städtischen Bühnen in Hagen, 1935 begann er beim Kinofilm als zweiter Filmarchitekt. Bei Ohm Krüger war er 1940 als Ausstatter tätig. Nach sieben Jahren Kinoarbeit wurde Theo Zwierski 1942 zum Kriegsdienst eingezogen.
1947 kehrte er zum Film zurück und stieg zwei Jahre darauf zum Chefszenenbildner auf. In den 50er Jahren kooperierte Zwierski mit den Kollegen Ernst H. Albrecht, Hanns H. Kuhnert und Max Mellin. In dieser Zeit war er auch an der Herstellung von Filmbauten zu in der Bundesrepublik gedrehten US-Filmen beteiligt. Seit 1959 entwarf Zwierski Szenenbilder für das Fernsehen. Bis 1966 war er beim WDR angestellt, anschließend, bis zu seiner Pensionierung, beim ZDF.

## Filmografie (Auswahl)
- 1949: Krach im Hinterhaus
- 1949: Der Bagnosträfling
- 1949: Nach Regen scheint Sonne
- 1950: Das Mädchen aus der Südsee
- 1950: Das gestohlene Jahr
- 1950: Falschmünzer am Werk
- 1950: Eva und der Frauenarzt
- 1952: Ein Mann auf dem Drahtseil (Man on a Tightrope)
- 1953: Salto Mortale
- 1953: Das unsichtbare Netz (Night People)
- 1953: Rummelplatz der Liebe
- 1954: An jedem Finger zehn
- 1954: Unternehmen Edelweiß
- 1954: Phantom des großen Zeltes
- 1955: Rosenmontag
- 1956: Von der Liebe besiegt
- 1957: Der Greifer
- 1957: Die Beine von Dolores
- 1958: Grabenplatz 17
- 1958: Eine Reise ins Glück
- 1958: Mein ganzes Herz ist voll Musik
- 1959: Arzt aus Leidenschaft
- 1960: Am grünen Strand der Spree (TV-Mehrteiler)
- 1962: Babusch (TV)
- 1962: Theorie und Praxis (TV)
- 1963: Unterm Birnbaum (TV)
- 1963: Der Vater (TV)